# Abelona michaelisi
Abelona michaelisi is een rechtvleugelig insect uit de familie Gryllacrididae. De wetenschappelijke naam van deze soort is voor het eerst geldig gepubliceerd in 1908 door Griffini.
1. ↑  (en) Abelona michaelisi op de IUCN Red List of Threatened Species.